# Protoxerus
A Protoxerus az emlősök (Mammalia) osztályának a rágcsálók (Rodentia) rendjébe, ezen belül a mókusfélék (Sciuridae) családjába tartozó nem.

## Rendszerezés
A nembe az alábbi 2 alnem és 2 faj tartozik:
- Protoxerus Forsyth Major, 1893
  - olajpálmamókus (Protoxerus stangeri) Waterhouse, 1842 - típusfaj
- Allosciurus Conisbee, 1953
  - vékonyfarkú olajpálmamókus (Protoxerus aubinnii) Gray, 1873